# Kenkere, Arsikere
Kenkere là một làng thuộc tehsil Arsikere, huyện Hassan, bang Karnataka, Ấn Độ.